# Doğucak
Doğucak (kurdisch Çikan) ist ein türkisches Dorf im Landkreis Yayladere der ostanatolischen Provinz Bingöl. Doğucak liegt in einer gebirgigen Region am Berghang auf 1.475 m über dem Meeresspiegel, 5 km nördlich der Özlüce-Talsperre.
Doğucak hatte laut Bevölkerungsfortschreibung Ende des Jahres 2010 62 Einwohner.
Der frühere Name lautete Çıkoğlu. Dieser ist auch in dieser Form im Grundbuch registriert. Im Jahresprovinzbericht 1973 finden sich die Varianten Çıkoğlu und Çikan.
Verschiedene Quellen listen Doğucak nicht mehr auf, stattdessen wird der kurdische Ortsname Çikan verwendet.